# Un reencuentro, un desalojo y un torneo de pádel
Un reencuentro, un desalojo y un torneo de pádel es el séptimo episodio de la primera temporada de la serie de televisión La que se avecina. Su primer pase en televisión fue en Telecinco el 3 de junio de 2007, estrenándose con un 21,8% de cuota de pantalla y una cantidad de 3.427.000 espectadores.

## Argumento
Izaskun y Mari Tere decidieron esconderse en el cuarto de basuras esperando a que Raquel, Joaquín y Eric terminasen su jornada laboral para meterse a dormir por la noche. Pero desde fuera, los empleados estaban charlando y las vieron dentro, así que les obligaron a salir. Se negaron, y por tanto los tres empleados intentaron hacer todo lo posible para echarlas.
Cristina se reencontró con Agus, su exnovio, que se había echado novia. Quedaron para cenar y ella tenía que encontrar novio porque si no se avergonzaba. Se lo pidió a Leo y él aceptó pero Silvio se enfadó porque ella pensaba que él no colaba como novio suyo, por su comportamiento afeminado.
La comunidad decidió realizar un torneo de pádel para decidir si se quedaban los toldos del Bajo B o no, y decidir el color. Se apuntaron varias parejas del edificio, entre ellas Sergio y Lola. Javi empezó a tener pensamientos de que Sergio y Lola iban a tener sexo juntos y se puso muy paranoico. Oyó en el piso de Sergio unos gritos y se creyó que era Lola, pero fue a mirar y era Maite.

## Reparto

### Principal
- Malena Alterio como Cristina Aguilera
- Fabio Arcidiácono como Fabio Sabatani
- Ricardo Arroyo como Vicente Maroto
- Mariví Bilbao como Izaskun Sagastume
- Carlota Boza como Carlota Rivas Figueroa
- Fernando Boza como Nano Rivas Figueroa
- Beatriz Carvajal como Goya Gutiérrez
- Pablo Chiapella como Amador Rivas
- Adrià Collado como Sergio Arias
- Gemma Cuervo como Mari Tere Valverde
- Rodrigo Espinar como Rodrigo Rivas Figueroa
- Eduardo García Martínez como Fran Pastor Madariaga
- José Luis Gil como Enrique Pastor
- Eduardo Gómez Manzano como Máximo Angulo
- Macarena Gómez como Lola Trujillo
- Elio González como Eric Cortés
- Nacho Guerreros como Coque Calatrava
- Eva Isanta como Maite Figueroa
- Sofía Nieto como Sandra Espinosa
- Isabel Ordaz como Araceli Madariaga
- Guillermo Ortega como Joaquín Arias
- Antonio Pagudo como Javier Maroto
- Emma Penella como Doña Charo de la Vega
- Vanesa Romero como Raquel Villanueva
- Roberto San Martín como Silvio Ramírez
- Jordi Sánchez como Antonio Recio
- Luis Miguel Seguí como Leonardo Romaní
- Nathalie Seseña como Berta Escobar

### Extra
- Natalia Hernández como Patu.
- Paul Lostau como Agus.
- Camino Texeira como Sonia.
- Pep Guinyol como José Luis San Cristóbal.
- Fernando Soto como Mario.
- Paco Luque como policía 1.
- José María Agui como policía 2.